# Euscorpius carpathicus
Euscorpius carpathicus (лат.) — вид скорпионов из семейства Euscorpiidae. Румыния. Основная окраска тела коричневая, ноги и тельсон — рыжеватые; размер — 30—40 мм. Вид был описан в 1767 году шведским натуралистом Карлом Линнеем. Ранее, принимаемый в широком объёме вид включал более 20 подвидов, распространённых от Испании до Турции; часть из них синонимизированы, а другие выделены в самостоятельные виды, например, Euscorpius tergestinus, Euscorpius hadzii, Euscorpius koschewnikowi и Euscorpius balearicus).